# Mosquée Amir Muzaffarkhan
 (février 2024).
La mosquée Amir Muzaffarkhan est une mosquée située dans le complexe architectural de Bahoutdin Naqshband, dans le village de Qasri Orifon, district de Kogon, région de Boukhara. La mosquée a été construite par Amir Muzaffar Khan (1860-1885), représentant de la dynastie Manghit qui gouvernait Boukhara. La mosquée s'entre par la porte de Bab us-salam. La mosquée est située en face de la mosquée Bahoutdin Naqshband.

## Histoire
Le complexe architectural remonte au XIXe siècle et est entouré de grandes fenêtres en vitrail. Pendant le règne d'Amir Muzaffar Khan, il accordait de l'attention aussi bien aux affaires religieuses que séculières. Amir Muzaffar Khan a laissé un testament à son fils Amir Abdulahad Khan : «Je te lègue le fait d'être toujours pieux et de jeûner. Suis les commandements de la loi islamique et la Sunna du Messager d'Allah, que la paix soit sur lui. Nous sommes tous ceux qui passent de ce monde mortel à l'au-delà». L'extérieur de la mosquée possède un porche et se compose de 5 piliers. L'extérieur du bâtiment est composé de fenêtres vitrées et de 2 portes. L'intérieur de la mosquée possédait des colonnes et un mihrab au milieu. Cependant, dans les années 1940-1950, ils ont été démolis. Cette situation peut être observée dans des photos d'archives. Pendant les années de l'indépendance de l'Ouzbékistan (en 1991), la Mosquée Amir Muzaffarkhan a été rénovée par des constructeurs dirigés par les architectes de Boukhara Ahmed Bobomatov et Ochil Bobomurodov. Gaybulla Barotov, Mubin Mominov, Naim Sharipov, Maqsud Mominov, Shavkat Mominov et Shakir Mominov ont participé à la rénovation de l'intérieur de la mosquée. La mosquée a été construite dans le style de l'architecture d'Asie centrale. La Mosquée Amir Muzaffarkhan a été construite en utilisant de la brique, du bois, de la pierre et du béton.

## Littérature
- Ш Бобожонов, Шариф шаҳар ёдгорликлари, Бухоро,‎ 2017, 310 p.
- Йўлдошев Н. et Бобожонов Ш, Баҳоуддин Нақшбанд тарихий меъморий мажмуаси, Тошкент, Наврўз нашриёти,‎ 2019, 113 p.